# Perdix
Perdix és un gènere d'ocells de la subfamília dels perdicins (Perdicinae), dins la família dels fasiànids (Phasianidae). Aquestes perdius viuen en zones de clima atemperat d'Euràsia. Una d'elles, la perdiu xerra, habita el nord dels Països Catalans. Aquesta espècie s'ha introduït amb èxit als Estats Units i el Canadà.

## Llistat d'espècies
S'han descrit 3 espècies dins aquest gènere.
- Perdiu de Dàuria (Perdix dauurica).
- Perdiu del Tibet (Perdix hodgsoniae).
- Perdiu xerra (Perdix perdix).